# KMMK Kuusankoski
KMMK Kuusankoski – fiński klub motocyklowy z Kuusankoski.

## Sekcje
- żużel (klasyczny, ice speedway)
- wyścigi motocyklowe (drogowe, supermoto)
- motocross

## Historia klubu
Klub został założony w 1953. Jest sześciokrotnym mistrzem fińskiej ligi żużlowej, a pierwszy tytuł udało się wywalczyć w sezonie 2003. W składzie klubu znaleźli się wtedy Jyri Palomäki, Juha Hautamäki, Kenny Olsson, Tero Aarnio i Gieorgij Iszutin. Tytuły mistrzowskie klub wywalczył także w sezonach 2006, 2007, 2012, 2014 i 2019. W sezonie 2020 klub nie przystąpił do rozgrywek ligowych, ale był gospodarzem rundy sezonu zasadniczego oraz rundy finałowej, ponieważ zamknięty został obiekt występującego w tych rozgrywkach klubu z Pori.

## Zawodnicy w sezonie 2019
| imię i nazwisko  | nar.      |
| ---------------- | --------- |
| Peter Ljung      | Szwecja   |
| Tero Aarnio      | Finlandia |
| Niko Siltaniemi  | Finlandia |
| Wadim Tarasienko | Rosja     |
| Timo Lahti       | Finlandia |
| Teemu Lahti      | Finlandia |